# Simonino di Trento
Simonino di Trento, tradizionalmente san Simonino (Trento, 1472 – Trento, marzo 1475), fu un fanciullo morto durante la Pasqua del 1475, venerato come beato dalla Chiesa cattolica fino al 28 ottobre 1965.
La vicenda legata al suo nome costituisce una testimonianza delle persecuzioni subite dalle comunità ebraiche e delle accuse di "omicidio rituale" (le cosiddette accuse del sangue) che ebbero notevole diffusione soprattutto in Europa centrale nei confronti degli ebrei.

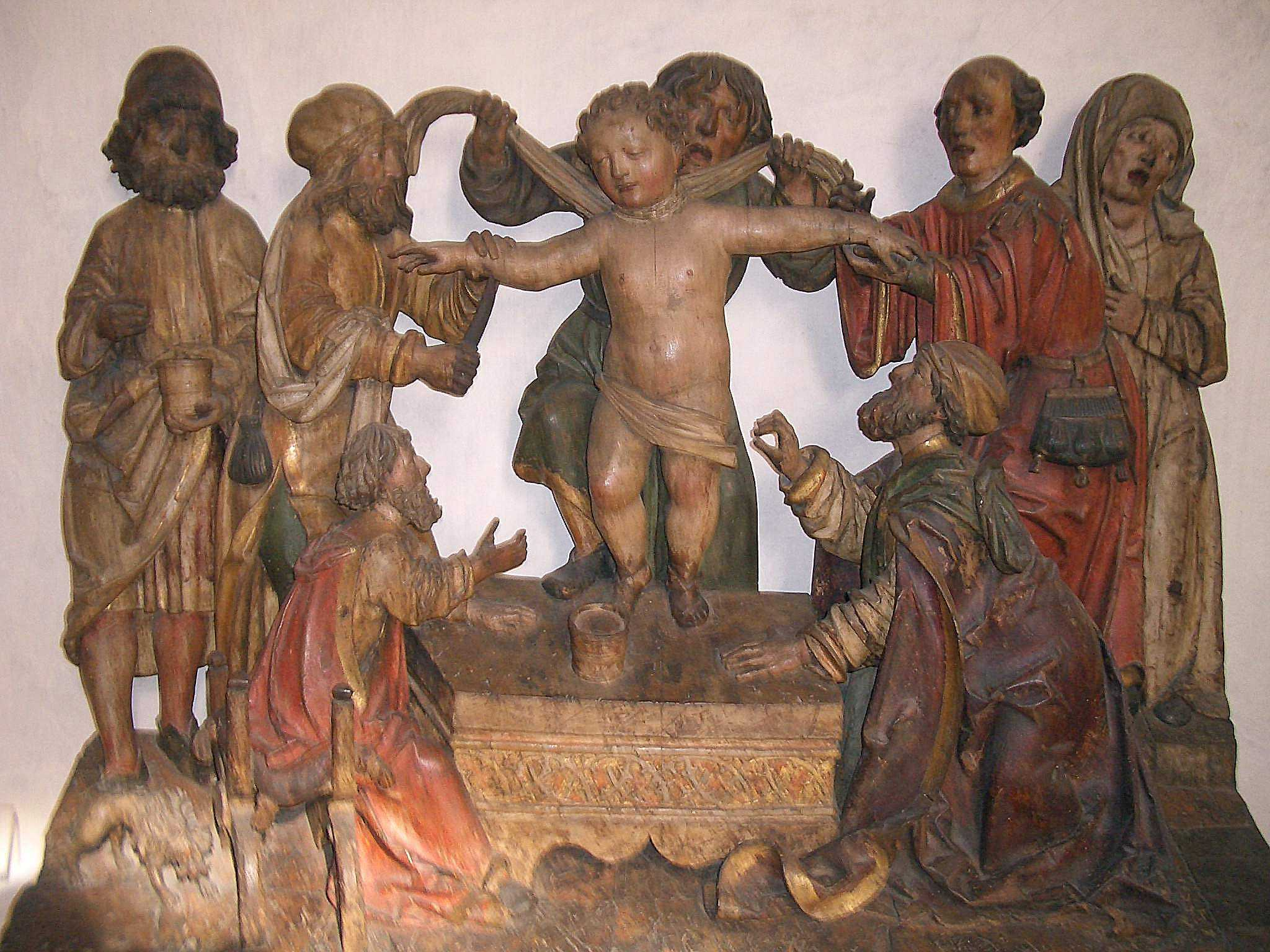
Bottega di Niklaus Weckmann, Martirio del Beato Simonino, museo diocesano tridentino, Trento.

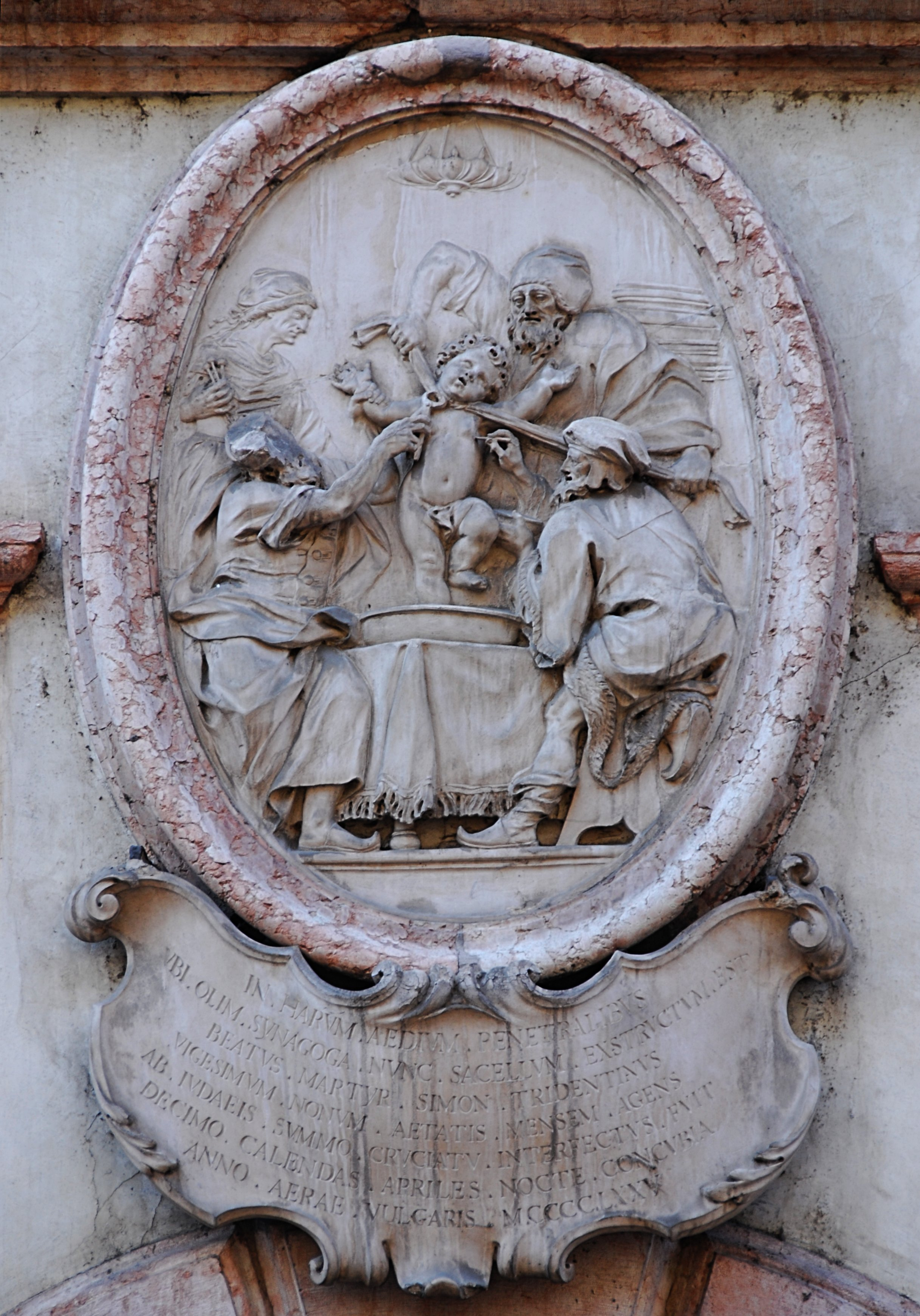
Martirio del Beato Simonino, di Francesco Oradini (XVIII secolo), Palazzo Salvadori, Trento.

## Storia
I fatti, ricostruibili attraverso gli atti del processo istruito contro la locale comunità ebraica, andarono in questo modo. Un bambino di due anni e mezzo scomparve la sera del 23 marzo 1475, giovedì santo, e fu ritrovato cadavere la domenica di Pasqua, nelle acque di una roggia, proprio vicino all'unica casa abitata dai quindici ebrei residenti a Trento, nella zona dell'attuale piazza della Mostra. In un clima di diffuso antigiudaismo, infuocato dalle predicazioni del frate francescano Bernardino da Feltre, il principe vescovo Giovanni Hinderbach sostenne con forza la tesi che il bimbo era stato vittima di un "omicidio rituale" perpetrato dalla locale comunità ebraica (finalizzato alla raccolta del sangue di un bambino da utilizzare per impastare il pane azzimo per la Pasqua ebraica).
I quindici ebrei presenti a Trento (il più giovane aveva quindici anni, il più vecchio novanta), presunti omicidi, furono torturati insistentemente per mesi sino a strappar loro una confessione e quindi messi a morte con i supplizi in uso al tempo. Solo una donna, di nome Bruna, resistette più a lungo degli altri all'interrogatorio, ma si insistette tanto che la donna morì sotto tortura, confessando proprio in punto di morte e dichiarandosi pentita; fu quindi assolta dal peccato e sepolta in terra benedetta. Non servì a salvare gli ebrei il fatto che durante il processo – di cui si conservano gli atti – il legato di papa Sisto IV, il domenicano vescovo di Ventimiglia Giovanni Battista de Giudici, si fosse apertamente espresso contro l'infondata accusa agli ebrei. Lo stesso papa proibì, sotto pena di scomunica, di venerare Simonino come martire.
Nonostante le proibizioni pontificie, in virtù del talento organizzativo del principe vescovo, il culto di Simonino si diffuse presto non solo nel Trentino ma anche nei territori confinanti, grazie anche a Michele Carcano, un predicatore francescano osservante dotato di grande abilità oratoria, che diffondeva nelle sue predicazioni il culto di Simonino, con la testimonianza della madre del bambino, presentata nel territorio di Bergamo nella prima metà del 1476, e successivamente con quella di un certo Giorgio, mostrato come miracolato.  Fu così che lo stesso papa Sisto IV finì per dichiarare che il processo si era svolto correttamente. La Santa Sede ammise ufficialmente il culto locale di Simonino nel 1588 e concesse l'indulgenza plenaria a chi fosse andato in pellegrinaggio presso le reliquie il giorno dedicato a Simonino.
Il 22 febbraio 1755 la bolla papale Beatus Andreas di papa Benedetto XIV ribadiva la validità del processo, confermava la correttezza di dedicare a Simonino "pubblico culto" e riaffermava che il martirio era avvenuto per mano degli "ebrei in odio alla fede di Cristo".
Dalla chiesa dei Santi Pietro e Paolo, in cui era conservato il corpo di Simonino, la devozione popolare si diffuse anche nel Bresciano, dove non si mancò di attribuirgli miracoli e di invocarlo specialmente a protezione dei fanciulli. Oltre all'annuale festa in onore del beato, ogni dieci anni si svolgeva una processione solenne lungo le strade di Trento, nella quale si portava in corteo la salma di Simonino e i simboli raffiguranti i presunti strumenti delle torture da lui subite. Fino al 1965 il Simonino figurava anche nel Martirologio Romano che, in data 24 marzo, riportava la celebrazione a Trento della "passione di san Simone, fanciullo trucidato crudelmente dai Giudei, autore di molti miracoli".

### Soppressione del culto
Il percorso di revisione critica della vicenda da parte della chiesa – nel clima di apertura al dialogo interreligioso favorito dal Concilio Vaticano II – vide attivamente coinvolta l'arcidiocesi di Trento ed ebbe tra i più qualificati protagonisti lo storico monsignor Iginio Rogger. I suoi studi sulle vicende processuali portarono nel 1965 l'arcivescovo di Trento, Alessandro Maria Gottardi, alla cosiddetta "svolta del Simonino", vale a dire la soppressione del culto e la rimozione della salma dalla chiesa di San Pietro che la ospitava, con la conseguente abolizione anche della tradizionale processione per le vie di Trento, con l'esposizione di strumenti di tortura usati dagli ebrei nel presunto rituale contro il piccolo Simone (strumenti di macelleria e aghi per cavarne il sangue, dadi per estrarre a sorte le persone da destinare ai vari compiti, ecc.). La cancellazione del beato dall'elenco dei martiri non suscitò grandi rimostranze presso i fedeli, pur con alcune contestazioni della svolta, che furono espresse all'interno del mondo cattolico più tradizionalista.
La revisione della posizione della chiesa portò a una riconciliazione con la comunità ebraica che, dopo l'esecuzione delle sentenze capitali e le persecuzioni nei territori di dominio vescovile che seguirono il processo, aveva gettato il cherem (paragonabile all'interdetto della chiesa cattolica) sull'intera città di Trento, nella quale non vi fu più dal 1475 all'era moderna né comunità ebraica né soggiorno di ebrei per espressa proibizione del principe vescovo.
Nel 1965 i medici Mario Cristofolini e Silvio Belli fecero un'autopsia sul corpo, che risultò essere un bambino di 7-8 anni, presumibilmente perché era stato sostituito, una o più volte, in quanto mal conservato a causa della cattiva tecnica di imbalsamazione.
Nel 2007 suscitò polemiche la pubblicazione, da parte dello storico italiano Ariel Toaff, del saggio Pasque di sangue: Ebrei d'Europa e omicidi rituali: in esso, pur confermando la mancanza di ogni fondamento per le accuse mosse alla comunità ebraica di Trento nel 1475, affermava anche che si possono rinvenire tracce, in alcuni gruppi fanatici di ashkenaziti (e gli ebrei di Trento, provenienti dall'area germanica, appartenevano proprio all'area culturale dell'ebraismo ashkenazita), di vere e proprie "devianze" dalle rigide norme della halakhah, che vietano ogni contatto con il sangue umano, e che quindi non sarebbe stato impossibile che, per reazione ai soprusi subiti, alcuni ebrei potessero aver attuato rituali magici usando sangue umano, a chiara finalità anticristiana.
Il 27 gennaio 2025, Giorno della Memoria, in Piazza Duomo a Trento, ai piedi della Torre Civica, è stata scoperta una targa per commemorare gli ebrei torturati e uccisi nel 1475.

## Simonino nell'arte sacra

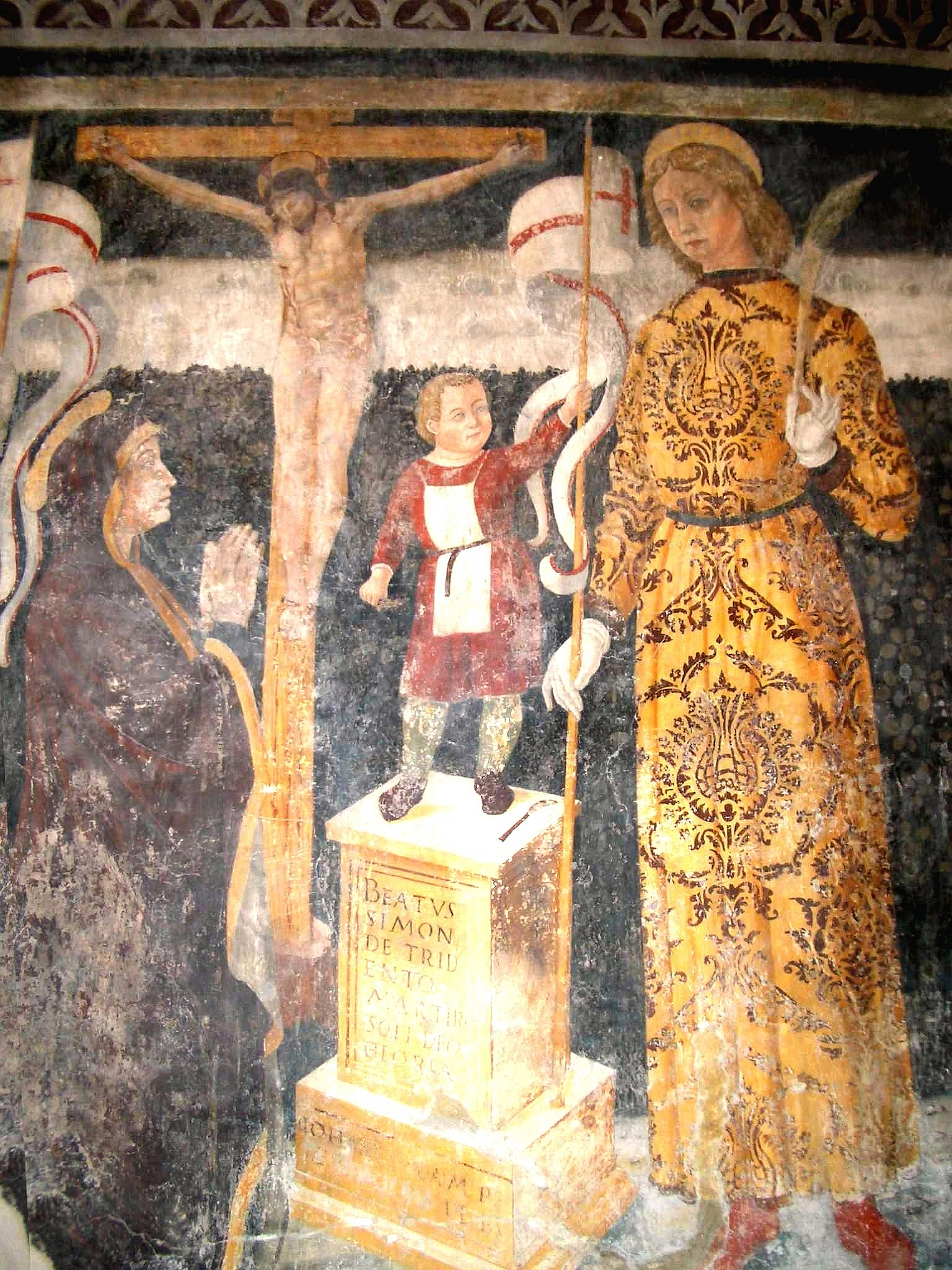
Giovanni Pietro da Cemmo (?), san Simonino, chiesa di Santa Maria Annunciata, Bienno (BS).

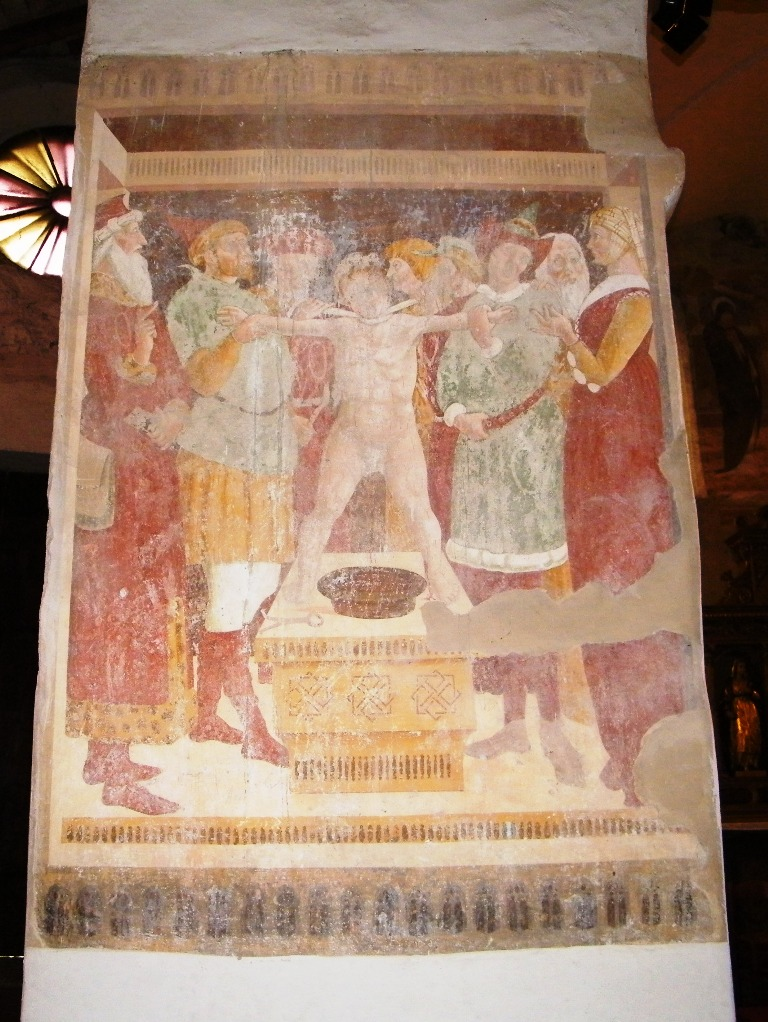
Martirio di Simonino da Trento, chiesa di Santa Maria Rotonda, Pian Camuno (BS).

La vicenda di Simonino è entrata nell'arte sacra, con dipinti, sculture e incisioni che lo raffigurano e che ne illustrano il presunto martirio. Testimonianze della diffusione raggiunta dal culto si trovano in molte chiese e cappelle, anche fuori dal Trentino (in particolare nel bresciano). Ad esempio, a Bienno, in Valcamonica, troviamo nella chiesa di Santa Maria Annunciata ben quattro affreschi a lui dedicati, databili attorno alla fine del XV secolo, connotati da grande semplicità di esecuzione; alcuni di essi rappresentano semplicemente degli ex voto fatti eseguire da alcuni fedeli.

### Esempi
- Intaglio ligneo conservato presso il Museo diocesano tridentino, proveniente dalla chiesa di San Pietro. L'opera, databile tra il 1505 e il 1515, faceva parte di un Flügelaltar ed è stata attribuita alla bottega di Niklaus Weckmann; essa segue, con la esibizione dei gesti e degli strumenti dell'omicidio rituale, un modello iconografico relativo al martirio di Simonino che si era diffuso già alla fine del XV secolo e che sarà popolare anche in epoca più tarda.
- Sulla facciata del rinascimentale Palazzo Salvadori a Trento (edificato dove, prima della dispersione della comunità ebraica, sorgeva la sinagoga) sono stati posti nel XVIII secolo due medaglioni in pietra di Francesco Oradini con il martirio e la gloria di Simonino: la scena del martirio riproduce quasi letteralmente quella intagliata, secoli prima, da Niklaus Weckmann.
- Quadretto realizzato nel 1521 da Altobello Melone e conservato nel Castello del Buonconsiglio.
- Affresco votivo eseguito dalla bottega di Campilio da Spello nella cripta della chiesa di San Ponziano a Spoleto. Nella prima navata di sinistra si trovano raffigurati Bernardino da Siena, santo dell'osservanza minoritica, e il piccolo Simone da Trento, sul cui corpo sono visibili i segni del presunto martirio.
- Dipinto di Alvise De Donati nella chiesa parrocchiale di Caspano in Valtellina (agosto 1508).
- Ciclo del beato Simonino da Trento opera di Antonio Marinoni ad Albino nella chiesa di San Bartolomeo.